# Luis José Rueda Aparicio

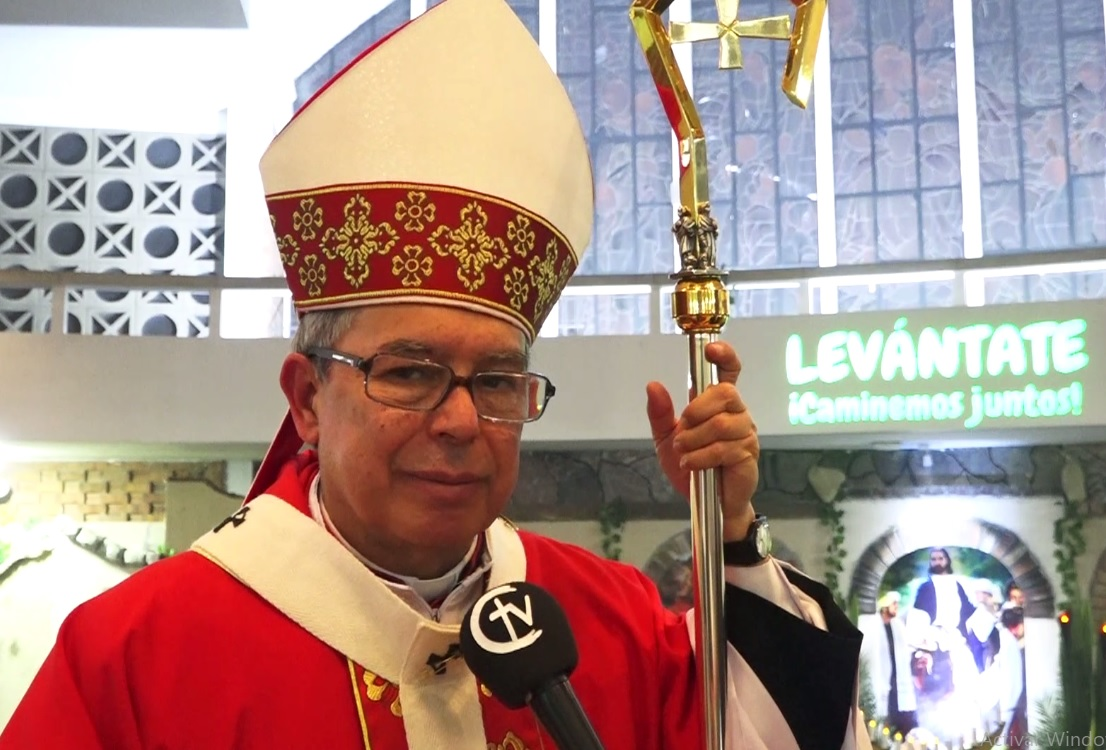
Erzbischof Luis José Kardinal Rueda Aparicio (2023)

Erzbischofswappen von Luis José Rueda Aparicio

Kardinalswappen von Luis José Rueda Aparicio

Luis José Kardinal Rueda Aparicio (* 3. März 1962 in San Gil, Departamento de Santander) ist ein kolumbianischer Geistlicher und römisch-katholischer Erzbischof von Bogotá und Primas von Kolumbien.

## Leben
Luis José Rueda Aparicio besuchte von 1969 bis 1974 die Grundschule in San Gil und von 1975 bis 1980 das Colegio Nacional San José de Guanentá in San Gil. Dort erlangte er ein Bachillerato Técnico im Bereich Metallverarbeitung. Anschließend war er zuerst als Bauarbeiter tätig. 1981 arbeitete er für das Secretariado Diocesano de Pastoral Social (SEPAS) im Vertrieb der Zeitschrift José Antonio und als Sportmoderator beim Radiosender Emisora Armonías in San Gil sowie 1982 als Laborant beim Zementwerk Hércules S. A. Von 1983 bis 1986 studierte Rueda Aparicio Philosophie am Priesterseminar San Carlos in San Gil und von 1986 bis 1989 Katholische Theologie am erzbischöflichen Priesterseminar in Bucaramanga. Der Bischof von Socorro y San Gil, Jorge Leonardo Gómez Serna OP, spendete ihm in der Kathedrale La Santa Cruz in San Gil am 23. November 1988 die Diakonen- und am 23. November 1989 die Priesterweihe für das Bistum Socorro y San Gil.
Nach der Priesterweihe war Rueda Aparicio zunächst als Pfarrer in Albania tätig, bevor er im Januar 1992 Pfarrer in Curití wurde. Bereits im September desselben Jahres wurde er für weiterführende Studien nach Rom entsandt, wo er 1994 an der Päpstlichen Akademie Alfonsiana ein Lizenziat im Fach Moraltheologie erwarb. Von 1994 bis 2000 wirkte Rueda Aparicio in der Priesterausbildung am Priesterseminar San Carlos in San Gil und von 1999 bis 2001 zusätzlich als Pfarrer in Pinchote. Anschließend war er Pfarrvikar in Mogotes. Nachdem er von 2003 bis 2004 als Pfarrer in Barichara tätig gewesen war, wurde er Bischofsvikar für die Pastoral und für die Region San Gil. Von 2009 bis 2010 fungierte er kurzzeitig als stellvertretender Direktor des Secretariado Diocesano de Pastoral Social (SEPAS) und als Rektor des Diözesaninstituts für die ländliche Entwicklung (IDEAR). Ab 2010 war Rueda Aparicio erneut Bischofsvikar für die Pastoral und für die Region San Gil.
Papst Benedikt XVI. ernannte ihn am 2. Februar 2012 zum Bischof von Montelíbano. Der Apostolische Nuntius in Kolumbien, Erzbischof Aldo Cavalli, spendete ihm am 14. April desselben Jahres in der Kathedrale La Santa Cruz in San Gil die Bischofsweihe; Mitkonsekratoren waren Ismael Rueda Sierra, Erzbischof von Bucaramanga, und Carlos Germán Mesa Ruiz, Bischof von Socorro y San Gil. Sein Wahlspruch «Permanezcan en mi amor» (deutsch: „Bleibt in meiner Liebe“) stammt aus Joh 15,9 . Am 28. April 2012 erfolgte die Amtseinführung. 2016 wurde Luis José Rueda Aparicio von Kardinal-Großmeister Edwin Frederick O’Brien zum Großoffizier des Ritterordens vom Heiligen Grab zu Jerusalem ernannt und ist seitdem Großprior der Statthalterei Kolumbien des Ritterordens vom Heiligen Grab zu Jerusalem. In der Kolumbianischen Bischofskonferenz leitete er darüber hinaus ab Juli 2017 die Kommission für die soziale Pastoral und die Caritas.
Papst Franziskus bestellte ihn am 19. Mai 2018 zum Erzbischof von Popayán. Die Amtseinführung fand am 7. Juli desselben Jahres statt. Am 25. April 2020 ernannte ihn Papst Franziskus zum Erzbischof von Bogotá. Die Amtseinführung erfolgte am 11. Juni desselben Jahres. Am 10. März 2021 berief ihn Papst Franziskus zudem zum Mitglied der Päpstlichen Kommission für Lateinamerika. Vom 13. Mai 2021 bis zum 25. Juni 2022 war Luis José Rueda Aparicio zusätzlich Apostolischer Administrator des vakanten Bistums Soacha. Am 6. Juli 2021 wurde Rueda Aparicio für eine dreijährige Amtszeit zum Präsidenten der katholischen Bischofskonferenz von Kolumbien gewählt. Im Oktober 2023 nahm er an der 16. ordentlichen Vollversammlung der Bischofssynode zum Thema Für eine synodale Kirche – Gemeinschaft, Teilhabe und Mission teil.
Im Konsistorium vom 30. September 2023 nahm ihn Papst Franziskus als Kardinalpriester mit der Titelkirche San Luca a Via Prenestina in das Kardinalskollegium auf. Die Besitzergreifung seiner Titelkirche fand am 22. Oktober des folgenden Jahres statt. Nach dem Tod von Papst Franziskus nahm Kardinal Rueda am Konklave 2025 teil, das Leo XIV. wählte.